# 漫畫原作者
漫畫原作者，是為漫畫寫作腳本、人物設定、故事與分鏡等的作家。角色類似於電影的編劇，其作品為漫畫原作，與實際作畫的漫畫家不同。常見於日本動漫業界。

## 概論
在漫畫工業的分工中，漫畫原作者是文字作家，如同電影的編劇，決定了漫畫最初的世界觀、人物設定與故事。他們以文字方式或草圖方式形成底本，再交由漫畫家繪成漫畫。有些漫畫家的故事，會以小說或輕小說形式出版，稱為漫畫原作。
在漫畫工業開始興起之前，漫畫家需要自己設計故事，身兼繪畫與原作者的雙重角色。在原作者角色出現後，減輕了漫畫家的負擔，他們可以專心於作畫上。原作者最早是由作畫技巧略差，或是剛入門的漫畫家擔任，是漫畫助手之一，隨著分工漸細，出現了專業的原作者。